# ПДСС
«ПДСС» (сокр. «Подводные диверсионные силы и средства») — подразделения водолазов-разведчиков ВМФ СССР и ВМФ России для осуществления операций в тылу противника. 
Также имеются отряды специального назначения борьбы с подводными диверсионными силами и средствами (ОСНБ ПДСС, БПДСС) для защиты собственных кораблей и береговых сооружений от диверсионных действий. Эти отряды также включают боевых пловцов, натренированных на ведение подводного боя и минирование/разминирование. Задача — защита кораблей и объектов своего флота от вражеского подводного спецназа.

## История
Первым советским подразделением боевых пловцов была Рота особого назначения Балтийского флота, созданная для защиты осаждённого Ленинграда и кораблей Балтийского флота в 1941 году. Этот первый опыт создания подразделения боевых пловцов СССР во многом был успешным благодаря доступу к создаваемым и имевшимся иностранным образцам специального снаряжения, предоставленным научными военно-морскими учреждениями Ленинграда.
Летом 1942 года произошла реальная масштабная дуэль-противостояние боевых пловцов СССР против переброшенного из Италии подразделения людей-лягушек. Это была попытка атаковать город с моря, со стороны, как надеялись фашисты, мягкого подбрюшья рек, мостов и каналов. Но сравнительно плохо оснащённые боевые пловцы РОН встретили итальянских фашистов с честью, северные воды Балтики были свидетелями поражения людей-лягушек. Подготовленные на базе в районе Петергофа специальные быстроходные катера-торпеды были внезапно уничтожены вместе с базой скрытно подкравшимися по воде боевыми пловцами РОН. После разгрома в Сталинграде немцы и итальянцы применять людей-лягушек на восточном фронте уже не пытались.
К концу Великой Отечественной войны подразделения водолазов-разведчиков, подобные балтийской РОН, были созданы и на других советских флотах, однако к концу 1945 года их все расформировали, посчитав нецелесообразным их наличие в мирное время.
В январе 1953 года военно-морской министр Николай Кузнецов подтвердил необходимость создания на флотах отдельных морских разведывательных дивизионов (ОМРД).
В октябре 1955 года на рейде Севастополя от подводного взрыва затонул линкор «Новороссийск». Официально о его гибели не сообщалось, лишь зачитали на флотах документ, согласно которому причиной трагедии стала немецкая донная мина времен II Мировой войны. Однако многие специалисты считали тогда, что истинными виновниками гибели корабля являются подводные диверсанты неизвестной принадлежности (акцию приписывают итальянским боевым пловцам из группы князя Ю. В. Боргезе либо британским, американским и даже турецким подводным диверсантам).
Подрыв огромного корабля с фатальным исходом произвел сильное впечатление на тогдашнее руководство советского министерства обороны, которое приступило к рассмотрению вопроса «о необходимости создания специальных подводных разведывательно-диверсионных формирований». Также влияние на ускорение создания разведывательно-диверсионных частей при ВМФ СССР оказал инцидент с гибелью в 1956 году британского боевого пловца Лайонела «Бастера» Крэбба, который, предположительно, пытался заминировать крейсер «Орджоникидзе» во время визита Н. С. Хрущёва в Лондон.
Весной 1956 года министр обороны Г. К. Жуков издал приказ об организации специальных сил военно-морского флота. На основе этого приказа начались различные эксперименты в данном направлении.
Боевые пловцы 102-го ОБ ПДСС Черноморского флота охраняли советские суда в портах Мозамбика, Анголы, Кубы и Никарагуа, разминировали участки дна в Красном море и Персидском заливе. C 1975 года 102-й ОБ ПДСС использовал боевых дельфинов.

## Программа обучения
Личный состав специальной разведки ВМФ и ПДСС набирался в основном из числа морских пехотинцев, получивших рекомендацию командира. Кандидат должен быть эмоционально уравновешенным, способным сохранять спокойствие в экстремальных ситуациях, не бояться темноты, одиночества, замкнутого пространства. Он должен выдерживать большие физические нагрузки, хорошо переносить погружения на значительные глубины и переносить перепады давления. Если психологические тесты и медицинская комиссия были пройдены, кандидат становится курсантом. Дальше начинается 6-месячная базовая подготовка, состоящая из трёх этапов.
Программа обучения включала в себя водолазную, воздушно-десантную, навигационно-топографическую, горную специальную, морскую, физическую подготовку, минно-подрывное дело, рукопашный бой, умение выживать в условиях различных театров военных действий, радиодело и многое другое, без чего не обойтись в современной войне.
С 2024 года подразделения ПДСС используют беспилотные летательные аппараты.
В течение нескольких месяцев физические и психологические нагрузки доводились до предельных. За кандидатом постоянно наблюдали старшины из боевых подразделений, заранее подбиравшие людей в группы. Физическая и профессиональная подготовка оценивались по нормативам, а психологическая устойчивость проявлялась в ходе различных испытаний. Отбор проходили не более 70 процентов первоначально годных добровольцев. Подобная строгость понятна и принята во всех странах, она проистекает из сложности тех задач, которые стоят перед боевыми пловцами. При их выполнении требуется точный расчет, отличная физическая подготовка, преданность своему делу и вера в тех, кто идет рядом с тобой.

## Состав
Отряды борьбы с подводными диверсионными силами и средствами базируются на крупных военно-морских базах. Административно они подчиняются командиру военно-морской базы, а оперативно — командующему флотом и его соответствующему заместителю.
Действующие подразделения:
- 102-й отряд специального назначения по борьбе с ПДСС, в/ч 27203 (г. Севастополь)[7]
- 136-й отряд специального назначения по борьбе с ПДСС, в/ч 75976 (г. Новороссийск)
- 137-й отряд специального назначения по борьбе с ПДСС, в/ч 72969 (г. Махачкала)
- 140-й отряд специального назначения по борьбе с ПДСС, в/ч 69068 (Видяево)
- 152-й отряд специального назначения по борьбе с ПДСС, в/ч 13106 (г. Полярный)
- 153-й отряд специального назначения по борьбе с ПДСС (Гремиха)
- 159-й отряд специального назначения по борьбе с ПДСС, в/ч 87200 (бухта Разбойник)
- 160-й отряд специального назначения по борьбе с ПДСС, в/ч 09619 (г. Мурманск-150 (Западная Лица))
- 269-й отряд специального назначения по борьбе с ПДСС, в/ч 30853 (г. Гаджиево)
- 311-й отряд специального назначения по борьбе с ПДСС, в/ч 59048 (г. Петропавловск-Камчатский)
- 313-й отряд специального назначения по борьбе с ПДСС, в/ч 10742 (г. Балтийск)
- 473-й отряд специального назначения по борьбе с ПДСС, в/ч 39080 (г. Кронштадт)
- 179-й отряд специального назначения по борьбе с ПДСС, в/ч 95160 (г. Северодвинск)

Одним из наиболее известных подразделений ПДСС является 42-й морской разведывательный центр спецназа или 42-й отдельный морской разведывательный пункт специального назначения Тихоокеанского флота ВМФ России, базирующийся на острове Русский. Он также известен под прозвищем «отряд Холуай», так как его база находится в одноимённой бухте острова.

## Вооружение
ПДСС включает взвод водолазов-минеров, взвод боевых пловцов и команды радиотехников. Бойцы ОСНБ ПДСС вооружены автоматами АК-74, специальными образцами подводного и двухсредного оружия (автоматы АПС, АДС, пистолетами СПП-1), бесшумным оружием (автомат «Вал», пистолеты АПБ, ПСС «Вул»), противодиверсионными гранатометными комплексами «ДП-64», средствами минирования и разминирования, техническими средствами обнаружения и противодействия диверсантам.